# Muurla kyrka
Muurla kyrka (finska: Muurlan kirkko) är en luthersk träkyrka i Muurla i Salo stad i det finländska landskapet Egentliga Finland. Kyrkans ägs och nyttjas av Salo församling. Tidigare var kyrkan huvudkyrka i Muurla församling. Det finns cirka 200 sittplatser i kyrkan.

## Historia och arkitektur
I Muurla predikohusförsamling uppfördes ett predikohus år 1741, byggt som en liten, tornlös träkyrka i långhuskyrkans form. Den nuvarande kyrkan byggdes år 1835 enligt ritningar från kronofogden E. Wasz. Muurla kyrka har en rektangulär grundplan. Kyrkan har på sidorna mitt emot varandra lägre utbyggnader: sakristian och vapenhuset.
En omfattande inre renovering genomfördes år 1936 enligt Elsi Borgs planer. År 1959 restaurerades kyrkan under ledning av byggnadskonservator Lindquist, varvid kyrkan återfick sitt ursprungliga, enkla utseende som är kännetecknande för byggnaden.
Den nuvarande tvådelade klockstapeln byggdes år 1819. Förebilden för klockstapeln var Uskela kyrkas klocktorn.

### Inventarier
Altaret byggdes av brädor år 1836. Det omges av en stor klassicistisk altarram på sidorna och ovanför, som skaffades år 1936. Altartavlan utfördes av Alexandra Frosterus-Såltin år 1897 och har temat "Kom till mig alla ni som arbetar och är tyngda av bördor".
År 1937 skänkte fröken Martta Renvall och senator Heikki Renvall glasmålningar till korfönstren i kyrkan. I fönstret till vänster om altaret avbildas den Heliga familjen och en bedjande herde, med inskriptionen: "Till minne av ärkebiskopinnan Amanda Renvall på hennes 100-årsdag e.Kr. år 1937, skänkt av Martta A. Renvall". I fönstret till höger visas Maria och ängeln vid Jesu grav, med texten: "Till minne av ärkebiskop Torsten T. Renvall på hans 120-årsdag e.Kr. år 1937, skänkt av senator Heikki Renvall". Glasmålningarna designades av Elsi Borg.
Hjältegravsminnesmärket har utförts av skulptören Jussi Vikainen i brons år 1954.